# Suicide Girls Must Die!
Suicide Girls Must Die! ist ein 2010 erschienener US-amerikanischer Film. Der Horrorfilm schildert die Ereignisse, die sich bei der Produktion eines Erotikkalenders für die Website SuicideGirls ergeben. Da die Kalenderaufnahmen real und die Models in die Handlung nicht eingeweiht waren, bezeichnen die Produzenten den Film als ersten reality-Horrorfilm.

## Handlung
Um Kalenderaufnahmen zu machen, ziehen die Produzenten mit den Models und großen Mengen an Alkohol auf ein einsam gelegenes Grundstück in Maine und haben diverse Auseinandersetzungen mit den seltsamen Einheimischen. Nach und nach verschwinden einzelne Models ohne Erklärung, während das Fotoshooting trotzdem weiter geht. Unklar bleibt dabei durchgehend, welche Szenen komplett gestellt sind und welchen die Models tatsächlich nicht wissen, was um sie herum vorgeht. Genregerecht kommt es zum komplett inszenierten überraschenden Ende: Keiner der Frauen ist etwas passiert, sondern sie verschwanden nach und nach in die Wälder, um ihre Mitmodels zu ärgern. Stilistisch ist der mit Handkameras gedrehte Film an das Blair Witch Project anlegt.

## Kritiken
Die Filmkritik ignorierte den Film vollkommen, die Seherbewertungen auf IMDb und Rotten Tomatoes sind sehr schlecht. Einzig spezialisierte Kritiker für Horrorfilme finden den Film manchmal in Teilen anständig und handwerklich solide, bemängeln aber auch Eintönigkeit, Vorhersagbarkeit, Klischeelastigkeit, mangelndes Schauspieltalent und die Tatsache, dass die angeblichen Morde nicht gezeigt werden. Die einzelnen Genres wie Horrorfilm, Dokumentation und Reality-TV würden nicht zusammen passen, die Charaktere seien unsympathisch und die Handlung quasi nicht-existent.

## Produktion
Regie führte Sawa Suicide, produziert wurde der Film von der SuicideGirls-Inhaberin Missy Suicide.